# Orgellandschaft Bremen

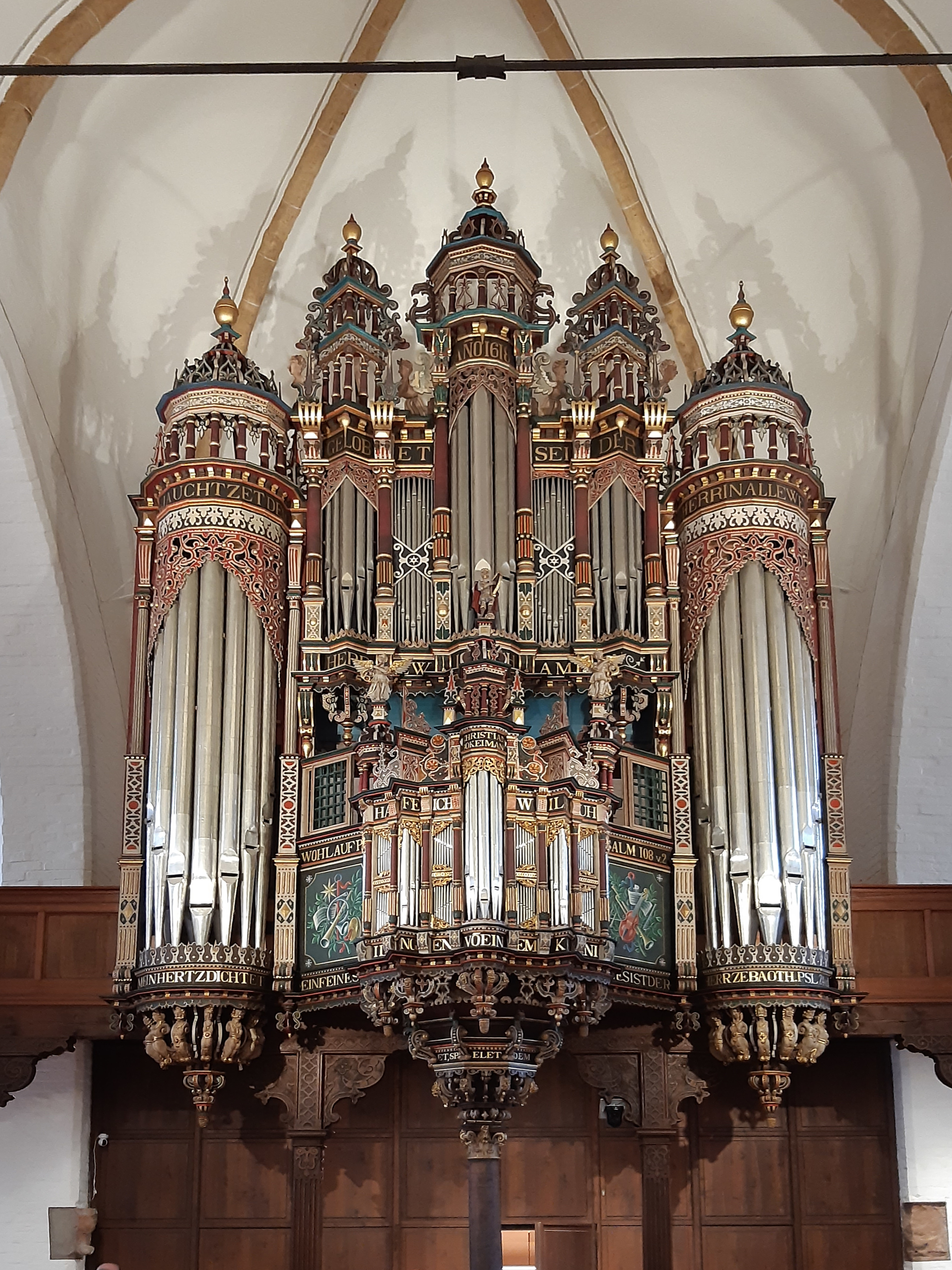
Orgelprospekt von 1619 in St. Martini

Die Orgellandschaft Bremen beschreibt den Orgelbestand der Freien Hansestadt Bremen in seiner historischen Entwicklung. Die Bremer Orgellandschaft grenzt im Westen an die Orgellandschaft Oldenburg und im Norden und Osten an die Orgellandschaft zwischen Elbe und Weser.
Nachdem in der Renaissance der Einfluss niederländischer Orgelbauer in Bremen vorherrschend war, erlangte die Orgellandschaft im Barock unter Arp Schnitger und seiner Schule eine eigene Ausprägung und ihren Höhepunkt. Das 19. Jahrhundert war durch technische Neuerungen, aber auch eine Angleichung der Stile gekennzeichnet, bis schließlich im 20. Jahrhundert der Bremer Orgelbau in der allgemeinen Entwicklung des deutschen Orgelbaus aufging. Da fast alle historischen Orgeln im Laufe der Zeit durch Neubauten ersetzt oder durch Kriege zerstört wurden, prägen heute zahlreiche Neubauten der Orgelbewegung das Bild der Orgellandschaft.
Nähere Details zu den erhaltenen Werken finden sich in der Liste der Orgeln in der Freien Hansestadt Bremen.

## Gotik und Renaissance

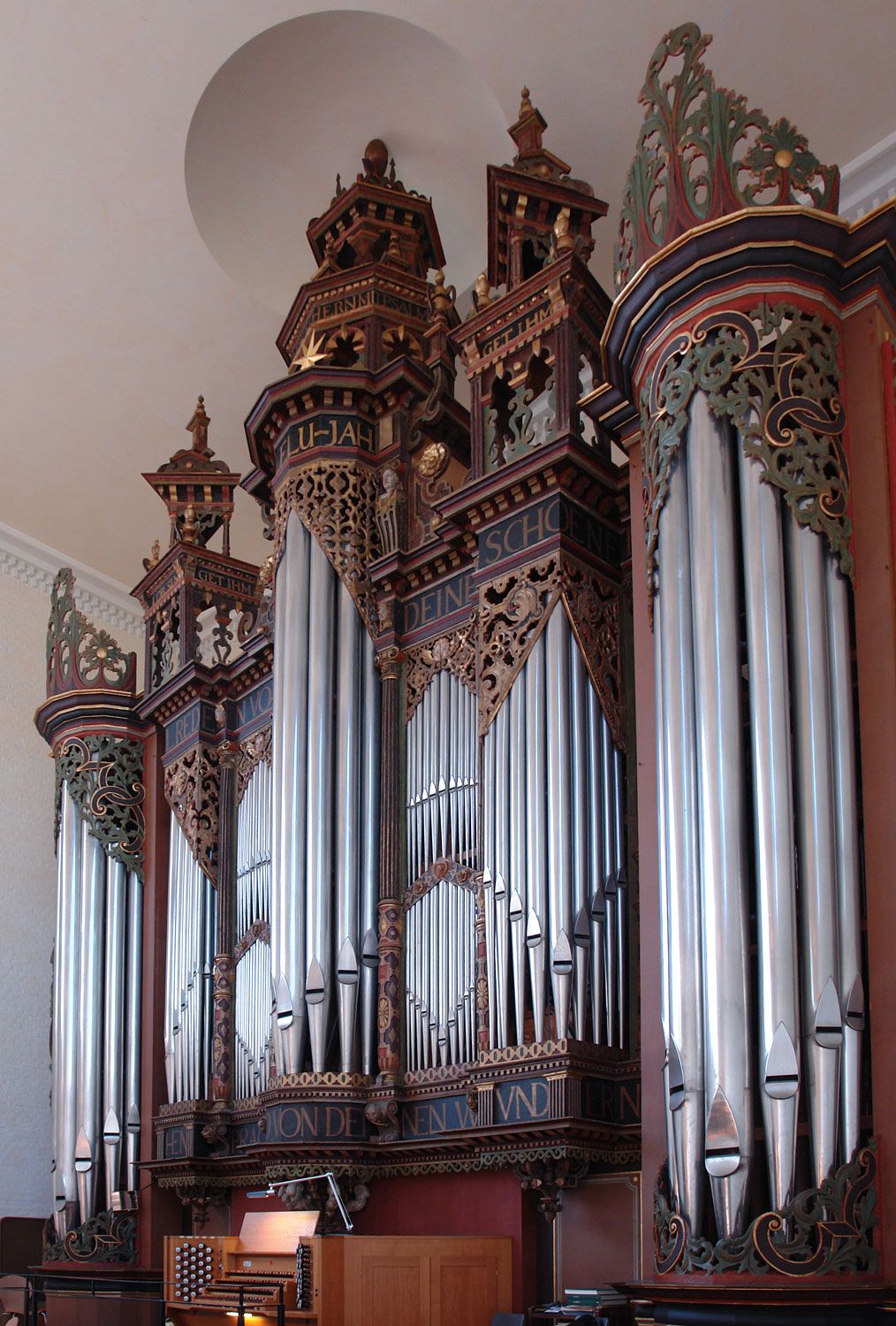
Orgelprospekt in St. Ansgarii von Marten de Mare (1611)

Ein erster, indirekter Hinweis auf die Existenz von Orgeln findet sich in der Bestimmung des Bremer Erzbischofs aus dem Jahr 1244, dass die Verantwortung des Kantors auch die Pflege der Orgeln und die Entlohnung der Organisten und Kalkanten umfasse: „cantanti in organis et calcanti“. Im 14. Jahrhundert wird die Besoldung „de uppe unsen orghelen singhet unde de pustere daruppe tredet“ geregelt. Im 15. Jahrhundert sind Pfeifenorgeln in den Klosterkirchen St. Paul und St. Katharinen bezeugt. Erster namentlich fassbarer Bremer Orgelbauer ist Johannes Coci, der 1497/1498 die Orgel der St.-Nicolai-Kirche Altenbruch baute. Erstmals namentlich als Organist wird im Jahr 1487 ein Hermann an der Liebfrauenkirche erwähnt und 1497 Conrad der Blinde und im Jahr 1508 der Domorganist. Der Bremer Dom erhielt kurz nach Einführung der Reformation einen Orgelneubau: „Anno 1528 ist das große Orgelwerk im Thumb [Dom] angefangen“.
In der Renaissance und dem Barock wurden größere Orgelprojekte durch auswärtige Orgelbauer abgedeckt, die dann gleich in mehreren Kirchen an den Instrumenten arbeiteten. Im 16. Jahrhundert wurde der Bremer Orgelbau von Niederländern dominiert. Hendrik Niehoff aus ’s-Hertogenbosch arbeitete 1548 an der Petri-Orgel. Die Brüder Cornelis und Michael Slegel aus Zwolle setzten 1559–1561 die Orgel aus dem „Schwarzen Kloster“ in die Liebfrauenkirche um und führten einen Umbau durch. 1569 arbeiteten sie an der Domorgel und waren darüber hinaus in St. Martini und St. Stephani tätig. Andreas de Mare wohnte zeitweise in Bremen und baute 1585–1587 für St. Stephani eine neue Orgel. Sein Sohn Marten de Mare erwarb 1595 das Bürgerrecht der Stadt. Was genau seine Arbeiten von 1603 in St. Martini umfassten, einen Neubau oder Vergrößerungsumbau, ist unklar, und ebenfalls ob Christian Bockelmann aus Lüneburg diese Orgel 1616–1619 durch ein neues Werk ersetzte oder nur eingreifend umbaute. Durch Auslagerung im Zweiten Weltkrieg wurde der kostbare Prospekt bewahrt. 1610 reparierte de Mare die Orgel von St. Stephani. Auch die Orgel von St. Ansgarii geht auf den Mare zurück, der 1611 ein zweimanualiges Werk mit Rückpositiv baute, aber vor der Vollendung des Werks starb. Der kunstvolle Prospekt blieb im Zweiten Weltkrieg durch Auslagerung erhalten. Beide Orgelprospekte de Mares zählen zu den „kunstvollsten Schöpfungen der Renaissancezeit.“

## Barock und Rokoko

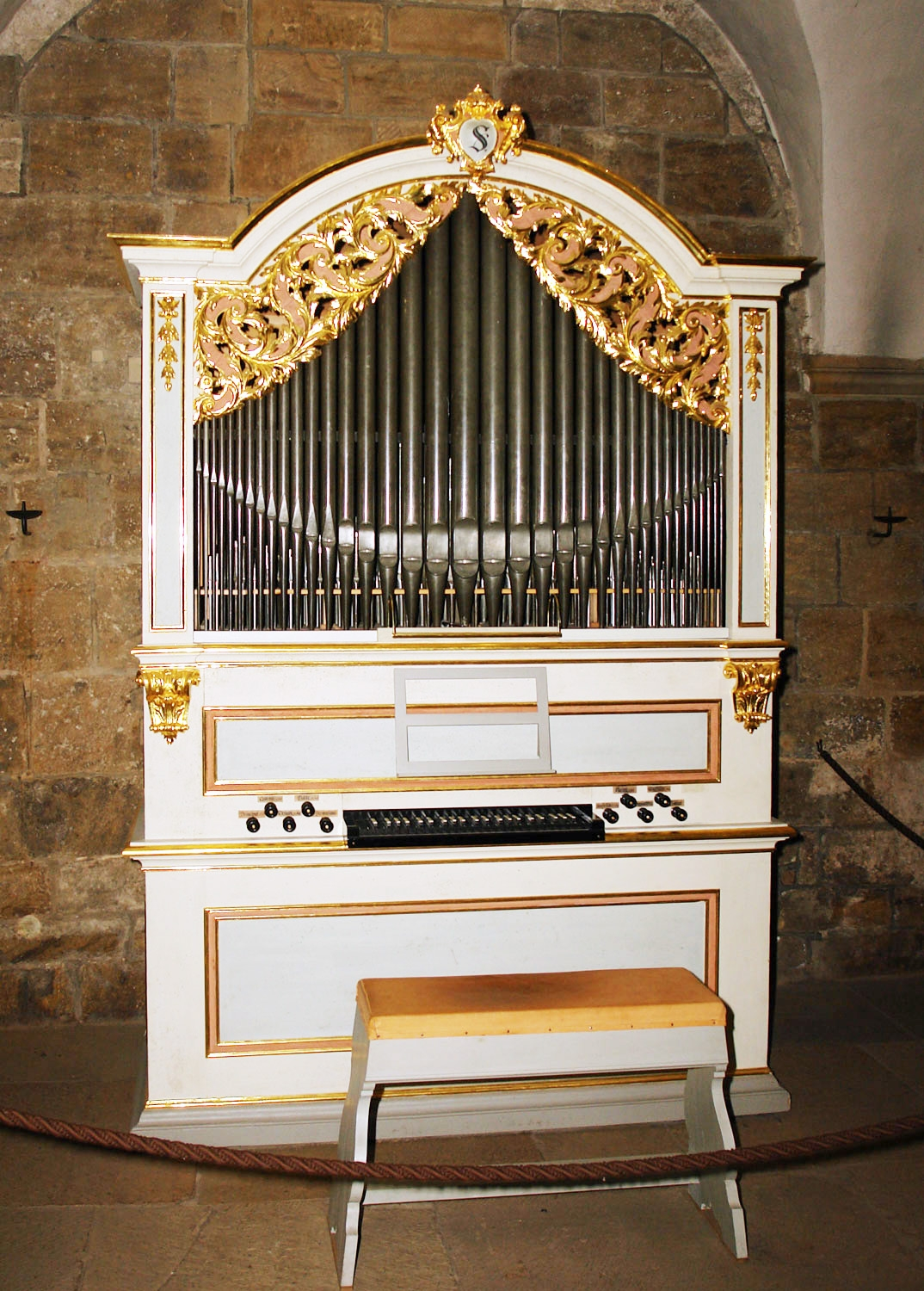
Silbermann-Positiv im Bremer Dom (1736)

Auch im 17. und 18. Jahrhundert vergab Bremen Aufträge meist an auswärtige Orgelbauer. Vor Arp Schnitger traten im 17. Jahrhundert vor allem Orgelbauer aus dem Gebiet des heutigen Niedersachsens auf. Die Brüder Johannes und Jost Sieburg aus Göttingen bauten 1634–1641 für die Liebfrauenkirche eine neue Orgel, der die beiden Hamburger Organisten Jacob Praetorius und Heinrich Scheidemann und auch Adolph Compenius aufgrund festgestellter Mängel kritische Gutachten ausstellten. 1688–1692 reparierte Jost Friedrich Schäffer aus Eschwege das Werk. Hermann Kröger aus Nienburg/Weser erneuerte 1665 in St. Ansgarii die Bälge und führte eine Renovierung durch.
Bremens Orgellandschaft wurde ab den 1690er Jahren, als der Wohlstand der Hansestadt zunahm, von Arp Schnitger entscheidend geprägt, der schließlich alle Stadtkirchenorgeln neu erbaute oder stark umgebaute. Der erfolgreiche Abschluss seines großen Neubaus (III/P/50) für den Dom (1693–1698) wurde in der ganzen Stadt gefeiert und begründete weitere Aufträge an den Hamburger Orgelbauer. Anlässlich der Einweihung verfasste Nicolaus Bähr, Subkantor an der Domschule, ein Lobgedicht von 51 Strophen, das in der ganzen Stadt ausgehängt wurde und Schnitger und jedes einzelne Register pries. Die Domorgel wurde 1847–1849 durch ein neues Werk von Johann Friedrich Schulze ersetzt. Zeitgleich zum Dom errichtete Schnitger eine dreimanualige Orgel für St. Stephani, die nur eine Woche später ebenfalls durch seinen Freund Vincent Lübeck eingeweiht wurde, aber 1754 verbrannte. Für das unweite Achim stellte Schnitger 1695–1699 eine Orgel fertig (II/P/24) und 1698–1700 folgte ein tiefgreifender Umbau der Orgel der Bremer Liebfrauenkirche (II/P/30). Im Jahr 1699 erhielt er das Privileg für die Herzogtümer Bremen und Verden. Für St. Martini baute Schnitger 1707 neue Windladen und eine neue Traktur und ersetzte die Hälfte des Registerbestandes (II/P/26). Auch in St. Ansgarii folgte etwa 1714–1718 ein Umbau (III/P/43) und 1718 ein Neubau in St. Pauli, über den keine Details bekannt sind. Schnitgers Verbindung mit Bremen wird nicht zuletzt daran deutlich, dass er 1712 oder 1713 im Bremer Dom eine zweite Ehe mit der Organistenwitwe Anna Elisabeth Koch geb. Dieckmann aus Abbehausen schloss.
Schnitgers Meistergeselle Gregorius Struve ließ sich in Bremen nieder und war an mehreren seiner Projekte beteiligt. Ab 1720 und teils bereits ab 1715 war Struve für die Pflege der Stadtkirchenorgeln zuständig. 1722 sind seine Arbeiten an der Domorgel belegt. Möglicherweise war auch Erasmus Bielfeldt ein Schüler Schnitgers. Er schuf neue Orgeln für Horn (1728/1729), Blumenthal (1736) und St. Remberti (1738). Des Weiteren ist er bis 1748 mit Arbeiten an St. Martini und St. Stephani nachweisbar. Johann Matthias Schreiber aus Glückstadt wird der Schnitger-Schule zugerechnet und führte 1755 eine Reparatur der Domorgel aus. 1736 reparierte Reiner Caspari aus Altona die Orgeln im Dom und in St. Stephani. Die im selben Jahr begonnene Renovierung der Ansgarii-Orgel konnte er aufgrund seines Todes nicht mehr abschließen. 
Von dem reichen Orgelbestand aus der Barockzeit sind keine Werke erhalten. Allerdings gelangte das Etzdorfer Positiv von Gottfried Silbermann (vor 1735) auf Umwegen 1939 an den Bremer Dom, der auf diese Weise die älteste Orgel der Stadt beherbergt. Noch etwa 75 Prozent des originalen Pfeifenbestands sind erhalten. 1994 wurde die ursprüngliche Disposition rekonstruiert und das Positiv durch die Orgelwerkstatt Wegscheider restauriert.
Obwohl Heinrich Wilhelm Eckmann aus Quakenbrück von der Prospektgestaltung bereits dem Rokoko zuzurechnen ist, ist sein Klangbild noch stark vom norddeutschen Schnitger-Stil geprägt. Nach dem Kirchenbrand 1754 baute er 1763–1768 für St. Stephani eine neue große Orgel (III/P/45) und verwendete dafür 480 Pfund gerettetes Orgelmetall. Teile des Prospekts von Johann Krisebecher sind erhalten und gehören zu den „kostbarsten geretteten brem. Rokokoschnitzwerke[n]“. Sie wurden beim Orgelneubau 1965 wegen der heruntergezogenen Decke nicht wiederverwendet und der Obhut des Landesamts für Denkmalpflege Bremen unterstellt. 1767–1769 baute er die Schnitger-Orgel von St. Pauli um und erweiterte das Pedalwerk. Ihm wurden auch Arbeiten in St. Martini und St. Ansgarii übertragen. Einen barocken Nachklang stellte um 1800 Johann Wolfgang Witzmann dar, der bei Georg Wilhelm Wilhelmy den Orgelbau erlernte. Neubauten schuf er für die Waller Kirche und St. Jacobi (Bremen-Seehausen), die allerdings später ersetzt wurden.

## Klassizismus und Romantik

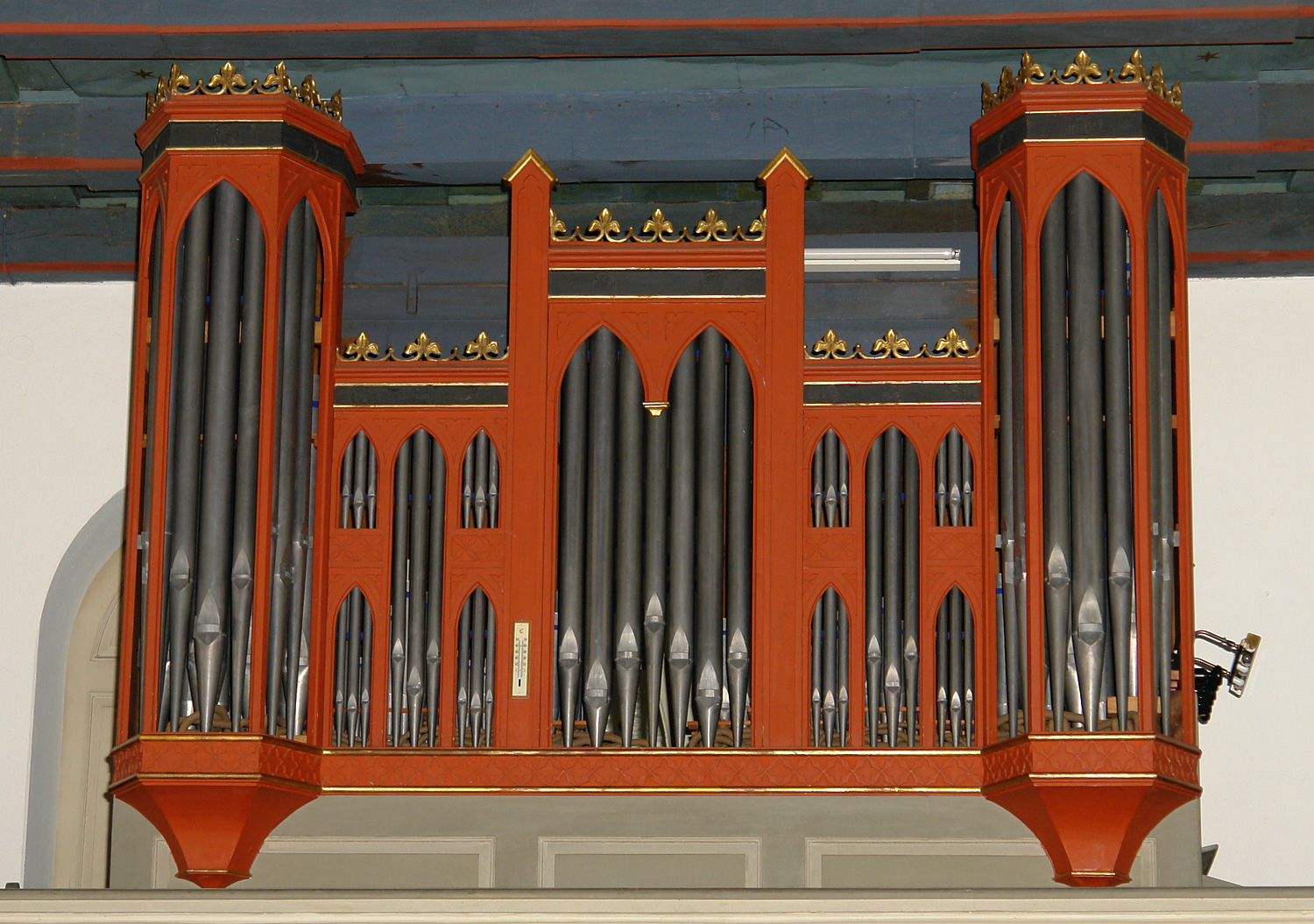
Focke-Orgel von 1847

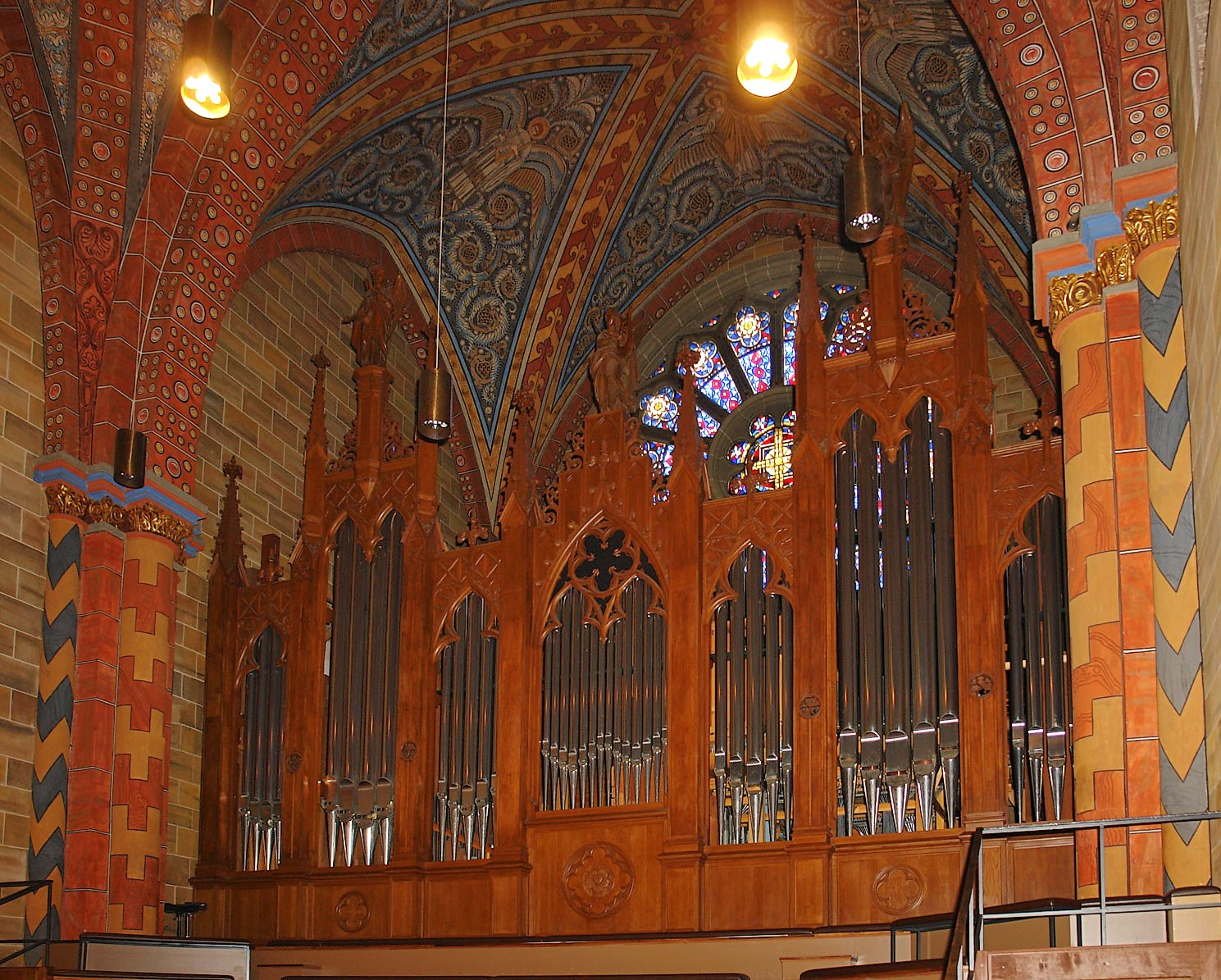
Bremer Domorgel mit neugotischem Prospekt von Schulze (1849)

Erst im 19. Jahrhundert brachte Bremen mit Otto Biesterfeldt, Carl Schmidt und Johann Dietrich Focke eigene Orgelbauer hervor, die dem neuen Klangideal der Romantik verpflichtet waren. Die Disposition war gegenüber dem barocken Ideal stärker grundtönig. Nur das Hauptwerk war mit einer Klangkrone ausgestattet, während auf dem Nebenmanual Register in Acht- und Vier-Fuß-Lage erklangen. Das Werkprinzip wurde aufgegeben und statt eines Wechsels von Pfeifentürmen und Flachfeldern wurde der Orgelprospekt breiter angelegt und als flächiger Verbundprospekt gestaltet. Otto Biesterfeldt (1775–1843) disponierte 1826–1828 die Orgeln im Dom und der Liebfrauenkirche um und ersetzte viele Zungenstimmen und Aliquotregister durch grundtönige Labialregister. Sein Mitarbeiter Carl Schmidt († 1828) fertigte 1821 eine Orgel für die Stadtkirche Vegesack. Johann Dietrich Focke (1817–1871) übernahm die Biesterfeldt-Werkstatt. Aus frühromantischer Zeit blieb nur in der Moorlose Kirche ein kleines Instrument von Focke aus dem Jahr 1847 erhalten, mithin die älteste erhaltene, für Bremen gebaute Orgel. In der zweiten Hälfte des 19. Jahrhunderts wurden Zug um Zug alle barocken Innenstadtorgeln durch romantische Werke von überregional tätigen Orgelbauern ersetzt. Den Anfang machte der fortschrittliche Johann Friedrich Schulze aus Paulinzella 1849 mit einem großen Orgelneubau im Dom (III/P/61), dessen neugotischer Maßwerk-Prospekt mit Fialen und Kreuzblumen erhalten blieb, während das Innenwerk bereits 1894 durch Wilhelm Sauer erneuert wurde (III/P/61) und heute mit IV/P/98 das größte Instrument in Bremen ist. Die zweitgrößte Orgel Bremens baute die Firma Sauer 1928 für Die Glocke (IV/P/76). Schulze errichtete 1873–1874 für die Liebfrauenkirche eine neue Orgel (III/P/40), die nach zwei Erweiterungen 1944 zerstört wurde. Weitere Aufträge erhielt Schulze von St. Remberti und der Friedenskirche. Bis zum Ersten Weltkrieg erhielt Bremen 50 neue Instrumente, von denen die Hälfte von Furtwängler & Hammer stammten, neun von E. F. Walcker & Cie und acht von Sauer. Die Firmen führten die Kegel- und Kastenladen, die pneumatische Traktur und zahlreiche Spielhilfe ein, um dem symphonischen Klangideal der Spätromantik Rechnung zu tragen.

## 20. und 21. Jahrhundert

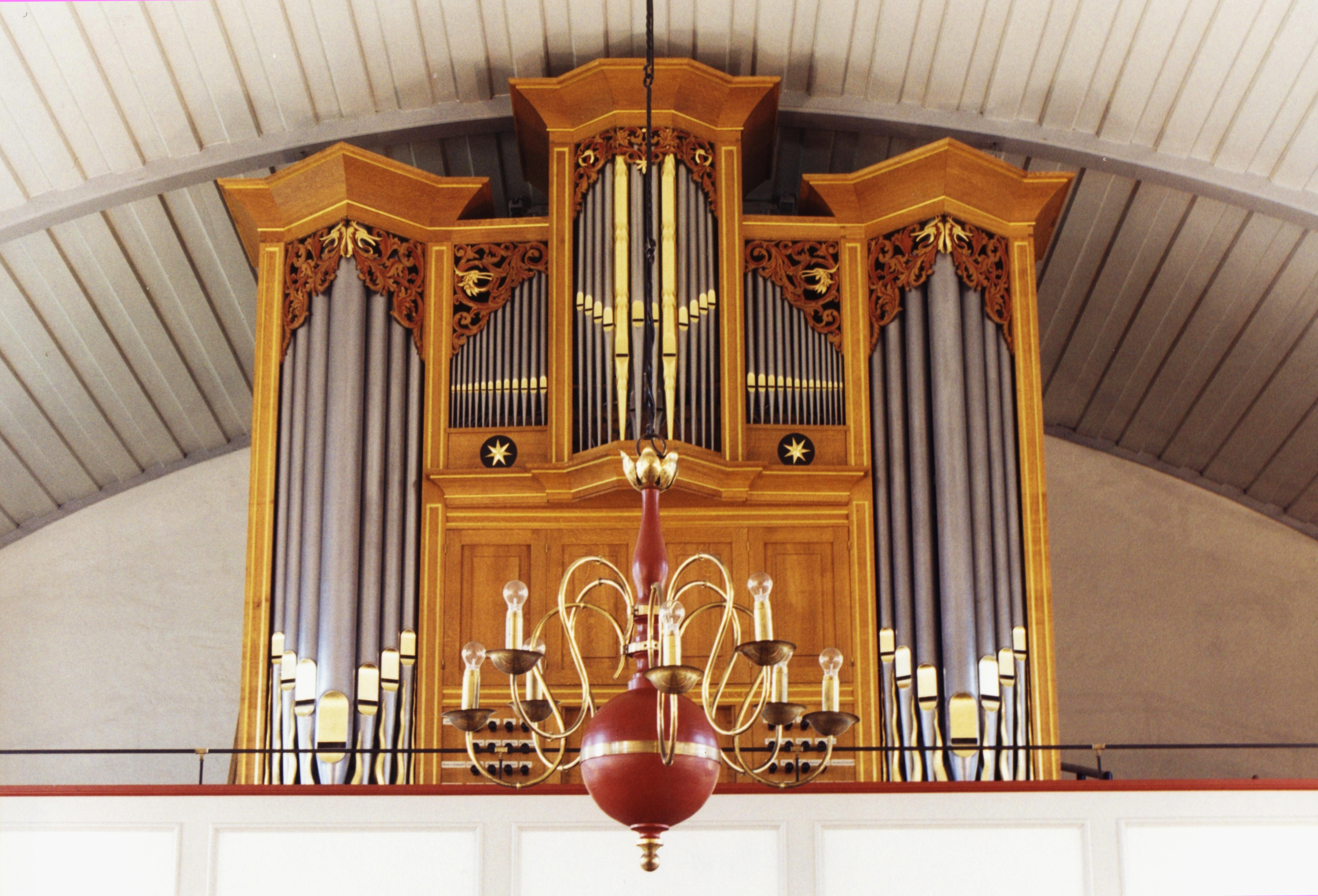
Van-der-Putten-Orgel in Walle (2002) nach niederländischem Vorbild

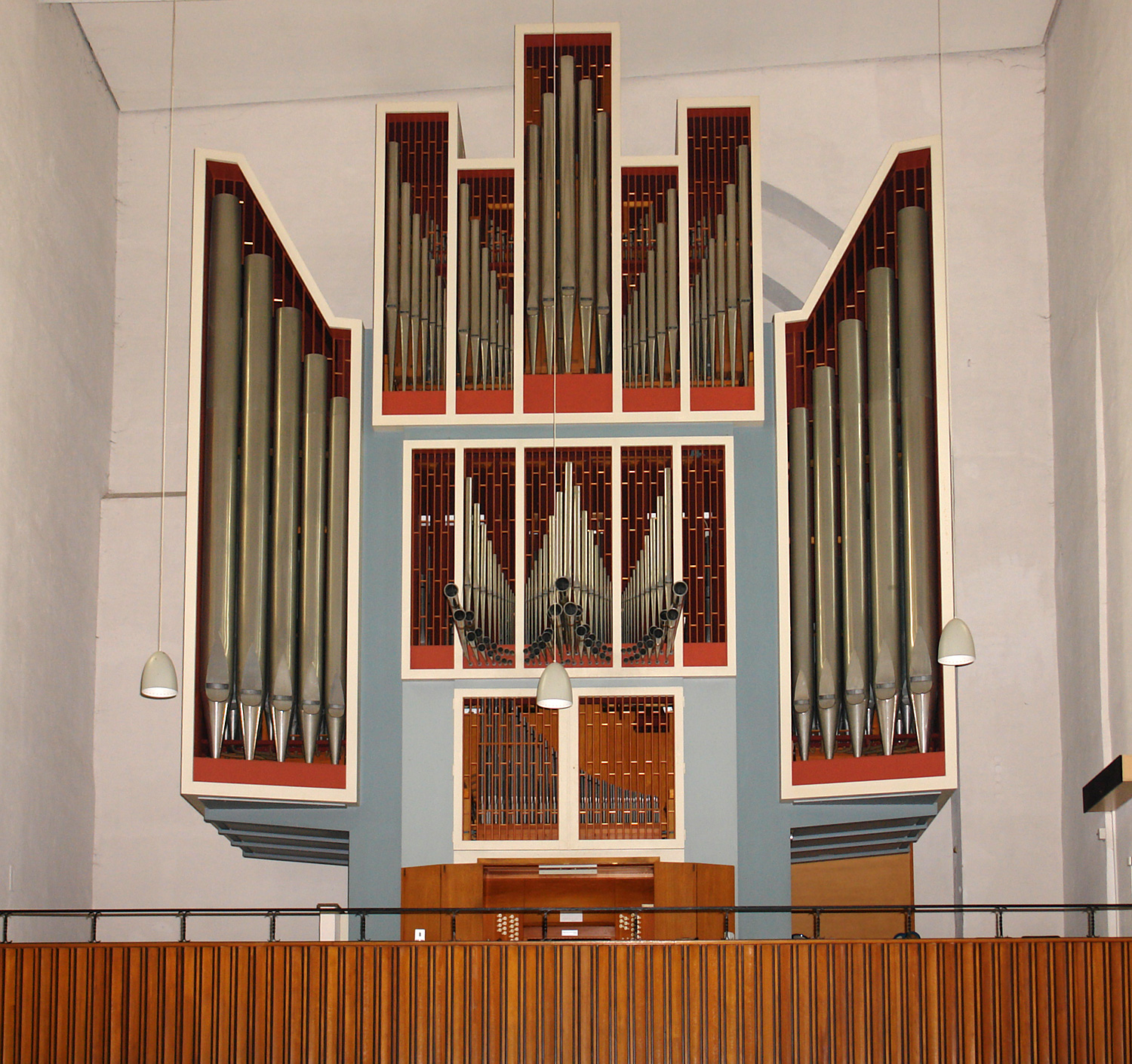
Beckerath-Orgel in St. Stephani (1965) in strukturalistischem Gehäuse

Zwischen den Weltkriegen wurden 20 neue Instrumente nach Bremen geliefert, die zumindest teilweise die Ideen der Orgelbewegung aufgriffen, wieder auf die mechanische Schleiflade zurückgriffen, den Werkaufbau wieder einführten und verstärkt obertonreiche Register integrierten. Bekannte Beispiele sind die „Bach-Orgel“ im Dom von Sauer (1939) und die Erweiterung der Focke-Orgel in Oberneuland durch ein Rückpositiv im barocken Stil, allerdings mit elektropneumatischer Traktur. Bevorzugt wurde in dieser Zeit der Freipfeifenprospekt. Auch nach dem Zweiten Weltkrieg waren die Ideale der Orgelbewegung noch Jahrzehnte wirksam und prägen bis heute das Bild der Bremer Orgellandschaft nachhaltig. Spätestens ab den 1960er Jahren ist der Einsatz von hölzernen, schmucklosen Gehäusen zu verzeichnen. Die zahlreichen im Zweiten Weltkrieg zerstörten oder beschädigten Kirchen und Orgeln verschafften auswärtigen Orgelbauern zahlreiche Aufträge; oftmals dienten kleine Orgelpositive für eine Übergangszeit. Eine besondere Rolle nahm die Firma Alfred Führer aus Wilhelmshaven ein, die 75 Orgeln und Positive für Bremen und die eingemeindeten Landgemeinden baute. Ihre größte Orgel steht in St. Ansgarii hinter dem Prospekt von de Mare (IV/P/61). Paul Ott schuf etliche neobarocke Instrumente, darunter 1953 die Orgel für die Liebfrauenkirche (III/P/40), 1955 für die Pauluskirche Bremerhaven (III/P/37) und 1964 für die Martin-Luther-Kirche Blumenthal. Wesentlich gediegener waren die Instrumente von Rudolf von Beckerath, so drei dreimanualige Werke aus den 1960er Jahren: für die Martin-Luther-Kirche Findorff und Christuskirche Vahr (1962) sowie für St. Stephani (1965); das Instrument für die Bürgermeister-Smidt-Gedächtniskirche im symphonischen Stil der französischen Romantik entstand 1986 (III/P/47). Die Firma Gebr. Hillebrand bauten vor allem zweimanualige Instrumente in den Außenbezirken und 1967 die große Orgel in der Christuskirche Bremerhaven-Geestemünde (III/P/40) mit geschwungenen Formen. Noch konsequenter orientiert am historischen Orgelbau norddeutsch-niederländischer Prägung waren die Neubauten von Ahrend & Brunzema (Kirche Rönnebeck-Farge, 1958; St. Martini, 1962; St. Johann Oberneuland, 1966) sowie von Rudolf Janke (Alt Hastedter Kirche, 1973) und Winold van der Putten (Waller Kirche, 2002).
Mit den beiden Bremern Fritz Piersig, der eine wegweisende Studie über die Hauptkirchen der Innenstadt verfasste, und Uwe Pape, der ein vollständiges Inventar des Bremer Orgelbestandes vorlegte, weist die Stadt zwei bedeutende Musikwissenschaftler und Orgelforscher auf, die Geschichte und Gegenwart der Orgellandschaft wissenschaftlich erschlossen haben.